# 아르투르 타이마조프
아르투르 보리소비치 타이마조프(우즈베크어: Artur Borisovich Taymazov, 러시아어: Арту́р Бори́сович Тайма́зов, 오세트어: Таймæзты Барисы фырт Артур 타이매즈티 바리시 프르트 아르투르,  1979년 7월 20일 ~ )는 우즈베키스탄의 레슬링 선수이다. 오세트인 혈통으로 2000년 하계 올림픽에서 은메달을 획득하였고, 2004년 하계 올림픽에서 금메달을 획득했다. 이후 2008, 2012년 하계 올림픽에서도 금메달을 획득하였으나 도핑이 적발되면서 메달이 박탈되었다. 올림픽 이외의 레슬링 국제 대회에서도 활약했으며, 세계 레슬링 선수권 대회에서 금메달 2개, 은메달 2개, 동메달 3개를 획득하였고, 아시안 게임에서는 3연패(2002, 2006, 2010)를 달성하였다.

## 생애
타이마조프는 당시 소련의 영토로 있던 북오세티아의 도시인 오르조니키제 출신으로 오세트인 가정에서 태어났다. 11세 때 레슬링을 시작했으며, 형인 티무르는 우크라이나 역도 국가대표로 활동하여 미국의 애틀랜타에서 열린 1996년 하계 올림픽에서 우승하였다. 소련 붕괴 후 러시아 레슬링 청소년 대표 선수로 활동했다. 
2000년에는 시드니에서 열릴 2000년 하계 올림픽 국가대표 선발전인 러시아 선수권 대회에 참가했으나 사기트 무르타잘리예프와 쿠라마고메트 쿠라마고메도프에게 밀려 3위를 기록하며 대표 자격 취득에 실패했다. 대표 발탁 실패 후 우즈베키스탄 국적을 취득하였고, 2000년 우즈베키스탄 국가대표 선수로 2000년 하계 올림픽에 참가하여 130kg급 은메달을 획득하였으며, 이는 우즈베키스탄의 첫 올림픽 레슬링 메달이었다.
그 후로도 2004년 아테네, 2008년 베이징, 2012년 런던에서 금메달을 따냈으나 후에 도핑 적발로 2008년과 2012년 대회 메달이 박탈되었다.